# ケルヴィン・キプタム
- ケルヴィン・キプトゥム[1][2]

ケルヴィン・キプタム（Kelvin Kiptum, 1999年12月2日 - 2024年2月11日）は、ケニアの陸上競技（長距離走）選手。男子マラソンの世界記録保持者である。
フルマラソン初挑戦となった2022年のバレンシアマラソンをデビュー戦としては史上最速のタイムで制し、これは当時の世界歴代4位の記録であった。4か月後、2レース目のロンドンマラソンでは、世界記録に16秒差まで迫る世界歴代2位（2時間01分25秒）のタイムで優勝した。半年後、3レース目のシカゴマラソンでは、2時間00分35秒の世界新記録で優勝した。人類初の2時間切りを期待されながらも、2024年2月11日に高速道路を運転中交通事故で死亡した。

## 経歴
エルドレットから東に約30 km、大地溝帯に位置するリフトバレー州エルゲーヨ＝マラクウェトの標高の高い村、チェプコリオで生まれ育った。近隣のカウンティとともに、多くの著名な陸上競技選手を輩出し、また外国からも多くのランナーが集まる地域である。
幼少期、キプタムは家畜の世話をしながら、森の道を走るランナーたちの後を裸足で追い始めた。2013年頃、13歳のときに本格的なトレーニングを始めた。その年、エルドレットで開催されたハーフマラソンの大会に初めて出場し、10位で完走。翌年も出場し、12位であった。2018年、1時間02分01秒でこの大会初優勝を飾った。当時はまだ指導者もおらず、自分自身で練習を行っていた。
その後、2019年3月にポルトガルのリスボン・ハーフマラソンで国際大会デビューを果たすと、59分54秒の自己ベストで5位入賞となった。この年、北ヨーロッパや西ヨーロッパでの6つのレースにも参加し、11月には母国で開催されたハーフマラソン大会も制した。2020年、ルワンダの3000メートル障害記録保持者であるジェルヴェ・ハキジマナがコーチを務め始めたと報じられたが、2013年以降、ハキジマナのもとで他の若い選手と一緒に定期的にトレーニングを行っていたようである。2020年頃から、すでにフルマラソン挑戦に向けて準備を始めていた。同年12月、バレンシア・ハーフマラソンに出場し、58分42秒の自己ベストタイムを記録し、6位入賞となった。2021年には、フランス・ランスのハーフマラソンを59分35秒で優勝し、前年に続いて走ったバレンシアでは59分02秒で8位となった。
2022年12月、23歳となり臨んだバレンシアマラソンでフルマラソンデビューを果たすと、逆転劇をやってのけた。前半は力を抑えて後半はそれを上回るペースで走り（後半のタイムはマラソン史上最速の1時間00分15秒を記録）、当時の世界歴代4位となる2時間01分53秒でこのレースを制し、2時間2分を切った史上3人目の選手となった。この時点でキプタムよりも速いタイムを持っていたのは、当時の世界記録である2時間01分09秒（および2時間01分39秒）の同胞のエリウド・キプチョゲと、2時間01分41秒のエチオピアのケネニサ・ベケレのみである。また、大会記録を1分以上更新し、フルマラソンデビュー戦としては史上最速のタイムであった。最終的に2位に1分以上の大差をつけ、レース前に優勝候補に挙げられていたこの年の世界陸上チャンピオンのタミラト・トラにも勝利した。
2023年4月23日、2レース目で初のワールドマラソンメジャーズ参戦となったロンドンマラソンでは、雨天の中でも2時間01分25秒の大会記録、キプチョゲの世界記録まで16秒に迫る世界歴代2位のタイムで圧勝した。バレンシアと同じく前半は1時間01分40秒と抑えて走り、30 km地点で集団から抜け出すと、後半は自身の記録を更新する59分49秒で走り抜けた。同じ村の出身で、若い頃にその背中を追ったジェフリー・カムウォロルに3分近い大差をつけ、キプチョゲが保持していた大会記録も1分以上更新した。
10月8日、3レース目となるシカゴマラソンに臨み、大会記録を3分以上塗り替え、キプチョゲの世界記録を34秒更新する2時間00分35秒の世界新記録で優勝した。このレースでも前半は抑えたが、それでもロンドンより速い1時間00分48秒で走り、後半も失速せずに59分47秒と記録を伸ばした。これまでの2レースと同様に、シカゴでも30 km地点からペースを上げた。平均すると、1 kmあたり2分51秒（時速20.995 km）のタイムであった。15 km地点で先頭に立ち、30 km地点からは独走状態で、最終的には2位で同胞のベンソン・キプルトにおよそ3分半の差をつける圧勝であった。
2024年2月11日の夜にエルドレットとカプタガットの間の高速道路を走行中、ハンドル操作を誤り木に激突し、重度の頭部損傷を負いコーチのハキジマナと共に死去した。24歳没。

## トレーニング方法
2023年10月の世界記録更新の後、コーチのハキジマナはそのトレーニング方法について見解を示した。4月のロンドンマラソンに向けて、毎朝25 - 28 kmを走り、火曜日と土曜日にはトラックやファルトレクを、木曜日と日曜日には30 - 40 kmの長距離を走り込み、週に250 - 280 kmを走るのがルーティーンであったという。シカゴマラソンに向けては、地元のチェプコリオの高地とケリオ渓谷で交互にトレーニングを行っていた。

## 実績

### マラソン
| 年   | 大会               | 開催地     | 結果 | 記録                          |
| ---- | ------------------ | ---------- | ---- | ----------------------------- |
| 2022 | バレンシアマラソン | バレンシア | 優勝 | 2:01:53（大会記録）           |
| 2023 | ロンドンマラソン   | ロンドン   | 優勝 | 2:01:25（大会記録）           |
| 2023 | シカゴマラソン     | シカゴ     | 優勝 | 2:00:35（大会記録、世界記録） |

## 自己ベスト
| 種目           | タイム   | 場所           | 年月日        | 備考     |
| -------------- | -------- | -------------- | ------------- | -------- |
| 10,000メートル | 28:27.87 | ストックホルム | 2021年5月4日  |          |
| 10キロメートル | 28:17    | ユトレヒト     | 2019年10月6日 |          |
| ハーフマラソン | 58:42    | バレンシア     | 2020年12月6日 |          |
| マラソン       | 2:00:35  | シカゴ         | 2023年10月8日 | 世界記録 |

## 人物
結婚しており、2人の子どもがいる。